# 25. јул
25. јул (25.7.) је 206. дан године по грегоријанском календару (207. у преступној години). До краја године има још 159 дана.

## Догађаји
- 306 — Римска војска у Ебуракуму (данашњи Јорк) извикала за цара Константина I, сина преминулог Констанција I Хлора.
- 1261 — Алексије Стратигопул, царски војсковођа Михаила VIII Палеолога ушао у небрањени Константинопољ, чиме је престало да постоји Латинско царство.
- 1593 — Краљ Француске Анри IV, краљ Наваре пре доласка на француски престо 1589. и вођа француских протестаната, прешао у католицизам.
- 1712 — Војска швајцарских протестантских кантона у бици код Вилмергена потукла снаге католичких кантона, чиме су у Швајцарској окончани верски ратови.
- 1848 — Аустријанци у бици код Кустоце поразили снаге Сардинске краљевине, сузбивши први значајнији напор за уједињење италијанских територија у јединствену државу.
- 1878 — Прва кинеска дипломатска мисија у САД стигла у Вашингтон.
- 1893 — Званично је отворен Коринтски канал који спаја Коринтски залив и Егејско море.
- 1898 — Завршен шаховски турнир у Бечу победом Зигберта Тараша.
- 1898 — Војска САД у шпанско-америчком рату окупирала Порторико, који је Париским мировним уговором исте године уступљен САД. Истог дана 1953. добио статус придружене државе САД.
- 1907 — Јапан прогласио протекторат над Корејом с правом контроле владе те земље.
- 1909 — Француски пилот Луј Блерио први авионом прелетео Ламанш. Раздаљину од 40 километара од Лебарака, код Калеа, до Довера прелетео за 37 минута.
- 1917 — Холанђанка Мата Хари је осуђена на смрт под оптужбом да је шпијунирала за Немце током Првог светског рата.
- 1934 — Нацисти у Бечу убили канцелара Аустрије Енгелберта Долфуса.
- 1943 — Италијански диктатор Бенито Мусолини приморан, после седнице Великог фашистичког већа, да поднесе оставку. Краљ Виторио Емануеле III за премијера именовао маршала Пјетра Бадоља.
- 1952 — Ступио на снагу уговор о Европској заједници за угаљ и челик, што је била прва фаза стварања Европске уније.
- 1956 — У судару италијанског и шведског брода "Андреа Дорија" и " Стокхолм" испред обале САД у Атлантском океану погинуле 52 особе.
- 1957 — Тунис је постао република, а за првог председника је изабран Хабиб Бургиба.
- 1963 — СССР, САД и Уједињено Краљевство закључили уговор о забрани нуклеарних проба у ваздуху, под водом и у космосу.
- 1968 — Папа Павле VI забранио верницима Римокатоличке цркве све вештачке методе спречавања зачећа.
- 1982 — Вођа Палестинске ослободилачке организације Јасер Арафат у Бејруту потписао декларацију којом је прихватио резолуције Уједињених нација о постојању државе Израел.
- 1990 — 
  - Сабор СР Хрватске усвојио амандмане (LXIV-LXXV) на Устав СР Хрватске, по којима се из назива те југословенске федералне јединице изоставља придев "Социјалистичка", тако да је званични назив од тада гласио само: Република Хрватска.
  - Одржан српски народни сабор у Србу, на коме је усвојена Декларација о суверености и аутономији српског народа, а такође је основано и Српско национално вијеће.
- 1991 — Совјетски председник Михаил Горбачов предложио лидерима Комунистичке партије Совјетског Савеза нову платформу у којој изградња комунизма више није основни циљ и позвао их да одбаце застареле идеолошке догме.
- 1992 — Италијанска влада послала 7.000 војника на Сицилију, у настојању да разбије мафију.
- 1994 — Израел и Јордан у Вашингтону потписали декларацију којом је окончано ратно стање између две државе.
- 1995 — Међународни суд за ратне злочине на простору СФРЈ у Хагу подигао оптужнице против Радована Караџића, Ратка Младића, Милана Мартића и још 21 особе, углавном команданата и стражара затвореничких логора у Босни. Председник Републике Српске Радован Караџић и генерал Ратко Младић оптужени за геноцид, ратне злочине и злочине против човечности.
- 2000 — Суперсонични авион "конкорд" компаније Ер Франс срушио се близу Париза непосредно по полетању, при чему је погинуло 109 путника и чланова посаде и четири особе на земљи.
- 2001 — Генерал Хрватске војске Рахим Адеми, оптужен за злочине над Србима 1993. у Медачком џепу, код Госпића, у Хрватској, предао се Хашком трибуналу. На основу одлуке Судског већа 20. фебруара 2002. Адеми пуштен на слободу до почетка суђења.
- 2002 — Председник Русије Владимир Путин потписао закон којим се Русима дозвољава да продају и изнајмљују земљишне поседе, први пут од 1917.
- 2011 — Специјалне јединице Косовске полицијске службе, Росу, започеле заузимање административних пунктова Јариње и Брњак на северу Косова. Као одговор на акције власти у Приштини, локални Срби су започели блокаду најважнијих путних праваца.

## Рођења
- 1848 — Артур Џејмс Балфор, британски политичар, премијер Уједињеног Краљевства (1902—1905). (прем. 1930)
- 1895 — Гаврило Принцип, члан тајне организације Млада Босна. (прем. 1918)
- 1905 — Елијас Канети, бугарски књижевник, добитник Нобелове награде за књижевност (1981). (прем. 1994)
- 1920 — Розалинд Френклин, енглеска биофизичарка и кристалографкиња. (прем. 1958)
- 1933 — Ранко Борозан, југословенски и српски фудбалер. (прем. 2020)
- 1941 — Тимоти Џон Бајфорд, енглеско-српски редитељ, сценариста, преводилац и глумац. (прем. 2014)
- 1946 — Љупка Димитровска, југословенска певачица. (прем. 2016)
- 1947 — Зоран Миљковић, југословенски и српски глумац. (прем. 2020)
- 1967 — Мет Лебланк, амерички глумац.
- 1974 — Адријана Јанић, америчка глумица и ТВ водитељка.
- 1982 — Марко Бркић, српски кошаркаш.
- 1982 — Бред Ренфро, амерички глумац. (прем. 2008)
- 1983 — Ненад Крстић, српски кошаркаш.
- 1984 — Лукас Маврокефалидис, грчки кошаркаш.
- 1985 — Шантел Вансантен, америчка глумица и модел.
- 1985 — Џејмс Лаферти, амерички глумац, редитељ и продуцент.
- 1986 — Хулк, бразилски фудбалер.
- 1987 — Еран Захави, израелски фудбалер.
- 1988 — Иван Обрадовић, српски фудбалер.
- 1988 — Уго Филипе Оливеира, португалски фудбалер.
- 1988 — Паулињо, бразилски фудбалер.
- 1989 — Бредли Вонамејкер, амерички кошаркаш.
- 1989 — Стефан Петрушић, српски певач.
- 1991 — Брендон Дејвис, амерички кошаркаш.
- 1991 — Ђорђе Стојковић, српски глумац.
- 1994 — Бианка Буша, српска одбојкашица.
- 1994 — Наталија Костић, српска тенисерка.
- 1995 — Карло Жганец, хрватски кошаркаш.
- 2000 — Мег Донели, америчка глумица.

## Смрти
- 306 — Констанције I Хлор, римски цар. (рођ. отприлике 250)
- 1834 — Семјуел Тејлор Колриџ, енглески песник. (рођ. 1772)
- 1843 — Чарлс Мекинтош, шкотски хемичар. (рођ. 1766)
- 1878 — Милица Стојадиновић Српкиња, српска песникиња. (рођ. 1828)
- 1934 — Енгелберт Долфус, аустријски канцелар. (рођ. 1892)
- 1986 — Винсент Минели, амерички филмски режисер италијанског порекла. (рођ. 1903)

## Празници и дани сећања
- Српска православна црква слави:
  - Свети мученици Прокло и Иларије
  - Икона Пресвете Богородице Тројеручице